# 록시 디아스
록시 디아스(Rocsi Diaz, 1981년 9월 3일 ~ )는 온두라스 출생의 미국의 사회자, 모델이다.